# 샘터사
샘터사는 1970년 4월 발행을 시작한 《샘터》를 모태로 단행본과 아동서를 펴내는 출판사다. 김재순 의원이 창립한 이후 김성구 대표가 그 뜻을 이어받아 경영 중이다.
1972년부터 단행본 출판을 시작, 법정, 피천득, 최인호, 이해인(가톨릭 수녀, 작가), 정채봉 등의 작품들을 출판하였다. 특히 정채봉은 샘터사에서 편집자로 근무하기도 했다. 반세기가 넘는 세월, 수십 년 동안의 소중한 가치와 역사를 간직하고 있는 다채로운 주제의 잡지와 책을 다수 펴냈다.
<스스로 행복하라>, <TV 동화 행복한 세상> 시리즈와 <노란 손수건>, <나를 움직인 한마디> 시리즈 등 평범한 삶의 감동과 행복을 찾아가는 책을 필두로, 다음 세대를 생각하는 인문교양 시리즈 ‘아우름’을 새롭게 론칭해 청소년들의 행복한 삶을 위한 쉽고 재미있는 인문교양서를 개발하고 있다.
그 밖에 샘터파랑새소극장을 설립 및 샘터갤러리를 운영한 이력이 있으며, 다방면에서 국내 문화사업에 기여하고 있다.